# Road Wild
Road Wild foi um evento de wrestling profissional em formato pay-per-view. Foi produzido pela World Championship Wrestling de 1996 até 1999. Acontecia Sturgis (Dacota do Sul) durante o aual Sturgis Motorcycle Rally. O primeiro evento foi chamado Hog Wild, mas a WCW trocou para o nome para Road Wild para evitar disputas com a Harley-Davidson, que detinha os direitos da marca "Hog Wild". Em 2000, o evento deu lugar ao New Blood Rising. Hulk Hogan participou de todas edições do evento, sempre estando no combate principal.

## Eventos
| Evento         | Data                 | Cidade                | Arena                    | Evento principal                                                                               |
| -------------- | -------------------- | --------------------- | ------------------------ | ---------------------------------------------------------------------------------------------- |
| Hog Wild       | 10 de agosto de 1996 | Sturgis, South Dakota | Sturgis Motorcycle Rally | The Giant (c) vs. Hollywood Hogan pelo WCW World Heavyweight Championship.                     |
| Road Wild 1997 | 9 de agosto de 1997  | Sturgis, South Dakota | Sturgis Motorcycle Rally | Lex Luger (c) vs. Hollywood Hogan pelo WCW World Heavyweight Championship.                     |
| Road Wild 1998 | 8 de agosto de 1998  | Sturgis, South Dakota | Sturgis Motorcycle Rally | Diamond Dallas Page e Jay Leno vs. Hollywood Hogan e Eric Bischoff.                            |
| Road Wild 1999 | 14 de agosto de 1999 | Sturgis, South Dakota | Sturgis Motorcycle Rally | Hulk Hogan (c) vs. Kevin Nash em uma Retirement match pelo WCW World Heavyweight Championship. |